# Нюхча (река, впадает в Белое море)
Ню́хча — река в России, протекает по территории Архангельской области (Онежский район) и Карелии (Беломорский район). Длина реки — 106 км, площадь водосборного бассейна — 1770 км².

## Физико-географическая характеристика
Среднегодовой расход воды в районе села Нюхча (Карелия), находящегося в 10 км от устья, составляет 15,59 м³/с (данные наблюдений с 1954 по 1988 год).
Вытекает из озера Нюхчозеро (Нюхчезеро, Чела, Нюхча). Впадает в Онежскую губу Белого моря.

## Панорама

Панорама

## Фотографии
|  |  |

## Бассейн

### Притоки
- Пешручей (Пеш-река)
- Волгуда
- Чоба (Кебро-река)
- Варбручей
- Заячка (Заицкая, Зайцева, Заяцкая)
- Вяга (ручей Чёрный) (с притоком Левушкой)
- Ижручей
- Виручей
- Ухта (с притоками Маленьгой и Уккручьём)

### Озёра
К бассейну Нюхчи также относятся озёра:
- Ужмасозеро (протокой соединяется с Нюхчозером)
- Пешозеро (протекает Пешручей)
- Пустое (протекает Чоба)
- Урас (в бассейне Чобы)
- Варбозеро (исток Варбручья)
- Вожозеро (исток Заячки)
- Оштомозеро (бассейн Вяги
- Гавозеро
- Уккозеро (исток Уккручья)
- Нюхчозеро (исток Нюхчи)

## Данные водного реестра
По данным государственного водного реестра России относится к Баренцево-Беломорскому бассейновому округу, водохозяйственный участок реки — реки бассейна Онежской губы от южной границы бассейна реки Кемь до западной границы бассейна реки Унежма, без реки Нижний Выг. Речной бассейн реки — бассейны рек Кольского полуострова и Карелии, впадает в Белое море.

## Топонимика
Название реки происходит от саамского слова nühhč(a-) — «лебедь».